# زیروبمی
نغمه، (به انگلیسی: pitch) نَواک، زیرایی (زیر و بمی) یا ارتفاع صوت کیفیتی است ادراکی در مورد صداها که اجازهٔ درجه‌بندی و ترتیب‌دهی آن‌ها، برمبنای بسامد را به ذهن می‌دهد. نَواک به عنوان پدیده‌ای ذهنی معادل با تغییراتی است که در دنیای فیزیکی برای بسامد (فرکانس) صداها رُخ می‌دهد. در زبان عموم از آن به زیر و بَمی یاد شده و در نوشته‌های قدیمی‌تر به آن (ارتفاع) گفته می‌شده است. معمولاً صدای با فرکانس بیشتر (مانند صدای زنان) را بالا (زیر) و صدای با فرکانس کمتر (مانند صدای مردان) را پایین (بَم) می‌نامند.زیر و بمی صدا رابطهٔ نزدیکی با فرکانس دارد اما این به معنای مساوی بودن این دو مفهوم نیست. فرکانس یک مفهوم علمی است که قابل اندازه‌گیری است در حالی که زیر و بمی ادراک شخصی هر فرد از موج صداست که به‌طور مستقیم قابل اندازه‌گیری نیست.